# 1951 en droit
Cet article présente les faits marquants de l'année 1951 en droit.

## Événements
- Nouvelles constitutions au Nigeria (Macpherson constitution) et en Sierra Leone.
- Réforme électorale élargissant le droit de vote dans les colonies françaises.

### Avril
- 18 avril : traité de Paris. Création de la CECA : communauté européenne du charbon et de l'acier établie entre la Belgique, la République fédérale d'Allemagne, la France, l’Italie, le Luxembourg et les Pays-Bas, pour sceller les bases d’un marché commun dans ces deux secteurs. Le traité entrera en vigueur le 25 juillet 1952.

### Juillet
- 28 juillet : signature à Genève de la Convention relative au statut des réfugiés et des apatrides.